# Kungsleden

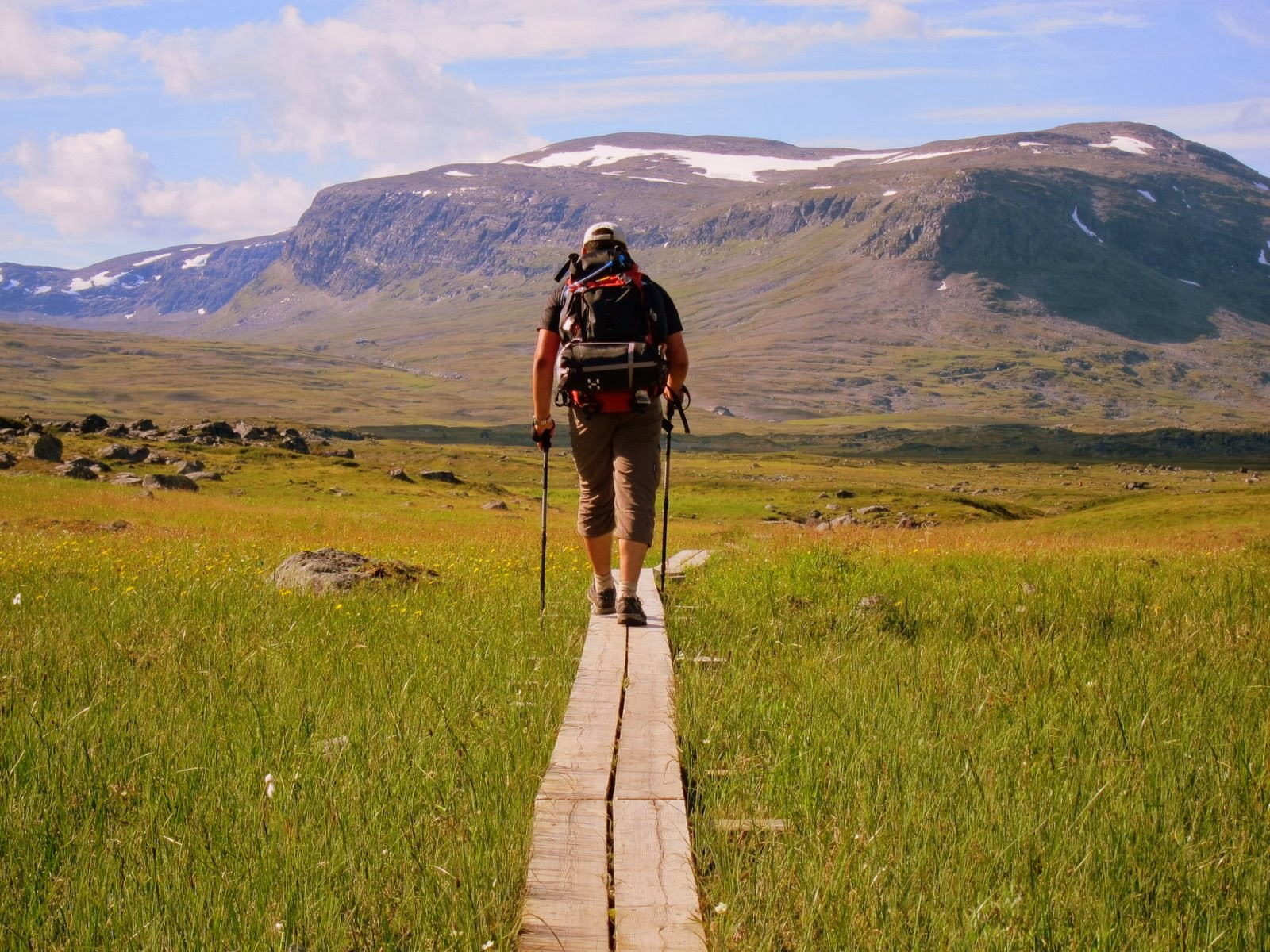
La senda Kungsleden entre los refugios de Alesjaure y Tjäktja, en la Laponia sueca.

Kungsleden (en español: Camino del Rey) es un sendero en el norte de Suecia. La senda tiene una longitud de 450 km y va desde Abisko en el norte hasta Hemavan al sur. Pasa por cercanías del extremo sur de la Reserva natural de Vindelfjällen, una de las mayores zonas protegidas de Europa. Durante el invierno el Kungsleden puede ser recorrido en esquíes.

## Historia
El origen de Kungsleden se encuentra relacionado con la Asociación Sueca de Turismo (Svenska Turistföreningen o STF). Esta asociación fue fundada en 1885 por científicos en Uppsala para facilitar el acceso a las montañas suecas. A fines del siglo XIX, la asociación tuvo la idea de crear una senda que atravesara las montañas de Escandinavia en la Laponia sueca. La ruta propuesta uniría la localidad actual de Abisko con Kvikkjokk. La construcción del ferrocarril de Malmbanan entre Kiruna y Narvik en 1902 permitió el avance de este proyecto. STF reubicó tres cabañas de Swedish Railways incluida una en Abisko. Con los escasos fondos disponibles, gradualmente fue transformando la cabaña en Abisko en una oficina de turismo. También construyó chalets: los primeros fueron los de Abiskojaure y Kebnekaise in 1907. Entre Abisko y Abiskojaure, la senda sigue el trazado de una antigua ruta utilizada para transportar materiales. Además de las cabañas, la asociación llevó botes a los lagos entre Abisko y Vakkotavare.

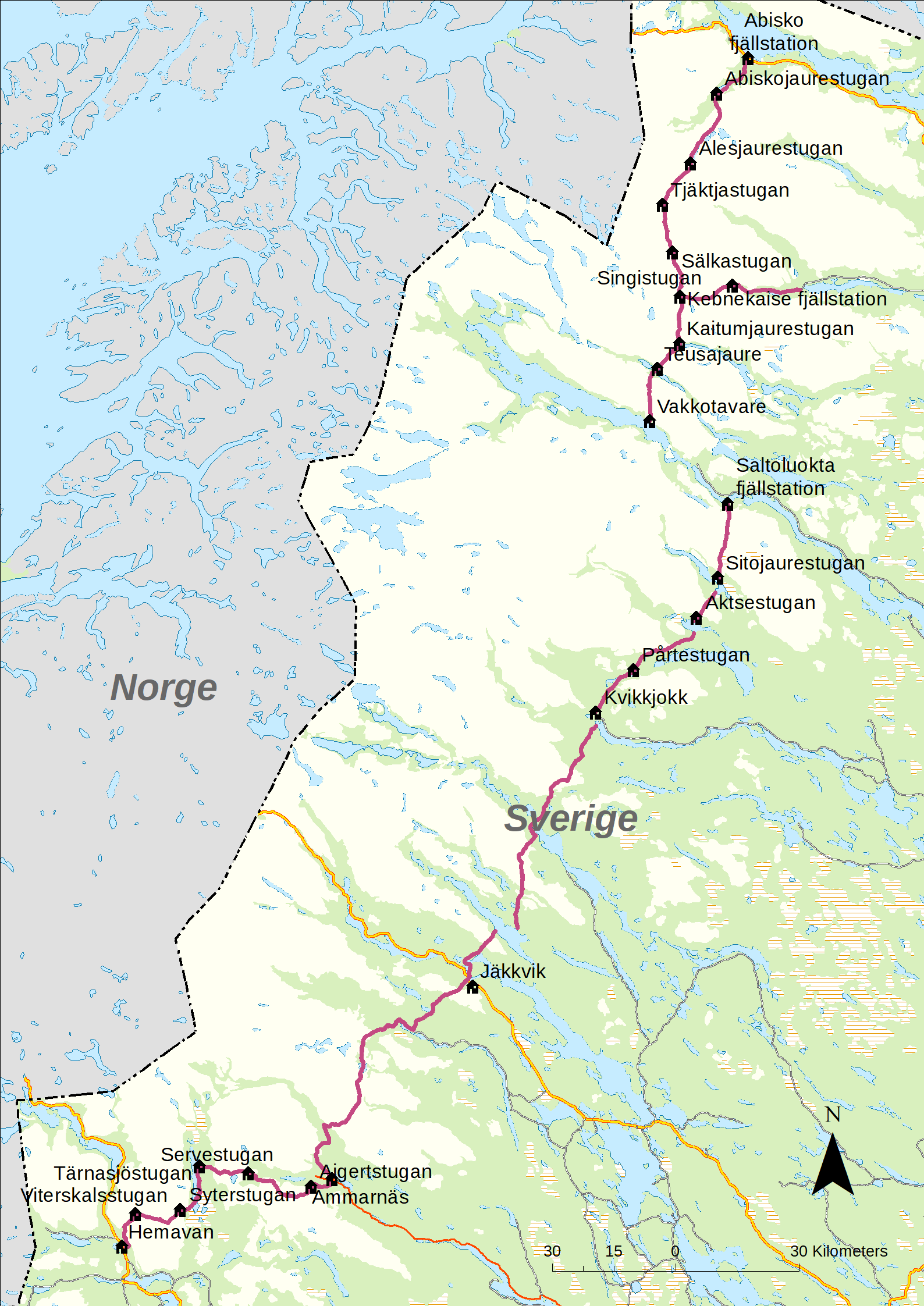
Mapa del Kungsledens desde Abisko hasta Hemavan.

Para la sección entre Vakkotavare y Kvikkjokk, el proyecto inicial era que la senda atravesara el parque nacional Sarek, con una cabaña a orillas del río Rapa, para lo cual se requeriría de un bote. Posteriormente se modificaron los planes, de forma que el sendero ahora bordea el extremo este del parque.
Inicialmente la senda no estaba marcada ni tenía un nombre. En 1920, en un libro sobre Kebnekaise, la senda era mencionada como Alesvaggeleden. El sendero entre Abisko y Vakkotavare finalmente fue marcado entre 1926 y 1927. En 1928, sin mediar ninguna ceremonia el nombre Kungsleden fue utilizado por primera vez, al inaugurarse la estación Kvikkjokk. La construcción de las cabañas avanzó lentamente a causa de los escasos recursos económicos con los que contaba la asociación. Aun no existía un sendero propiamente dicho al cual referirse e inicialmente el público desconocía su existencia, pero su popularidad aumentó con rapidez.
El sendero fue alargado en forma relativamente discreta. En 1941, el Kungsleden iba desde Abisko a Jäkkvik y a comienzos de la década de 1950, llegaba hasta Ammarnäs. Algunos caminantes de esa época incluían al Kungsleden en todas las redes de senderos de STF por las montañas, desde el three-Country Cairn en el norte hasta Grövelsjön al sur. En 1975, el sendero fue oficialmente extendido hasta Hemavan con la creación de la Reserva Natural Vindelfjällen. La sección que se continúa al sur (entre Sälen y Storlien) sin embargo, a veces es denominada Södra Kungsleden (literalmente "Kungsleden del sur").

## El sendero

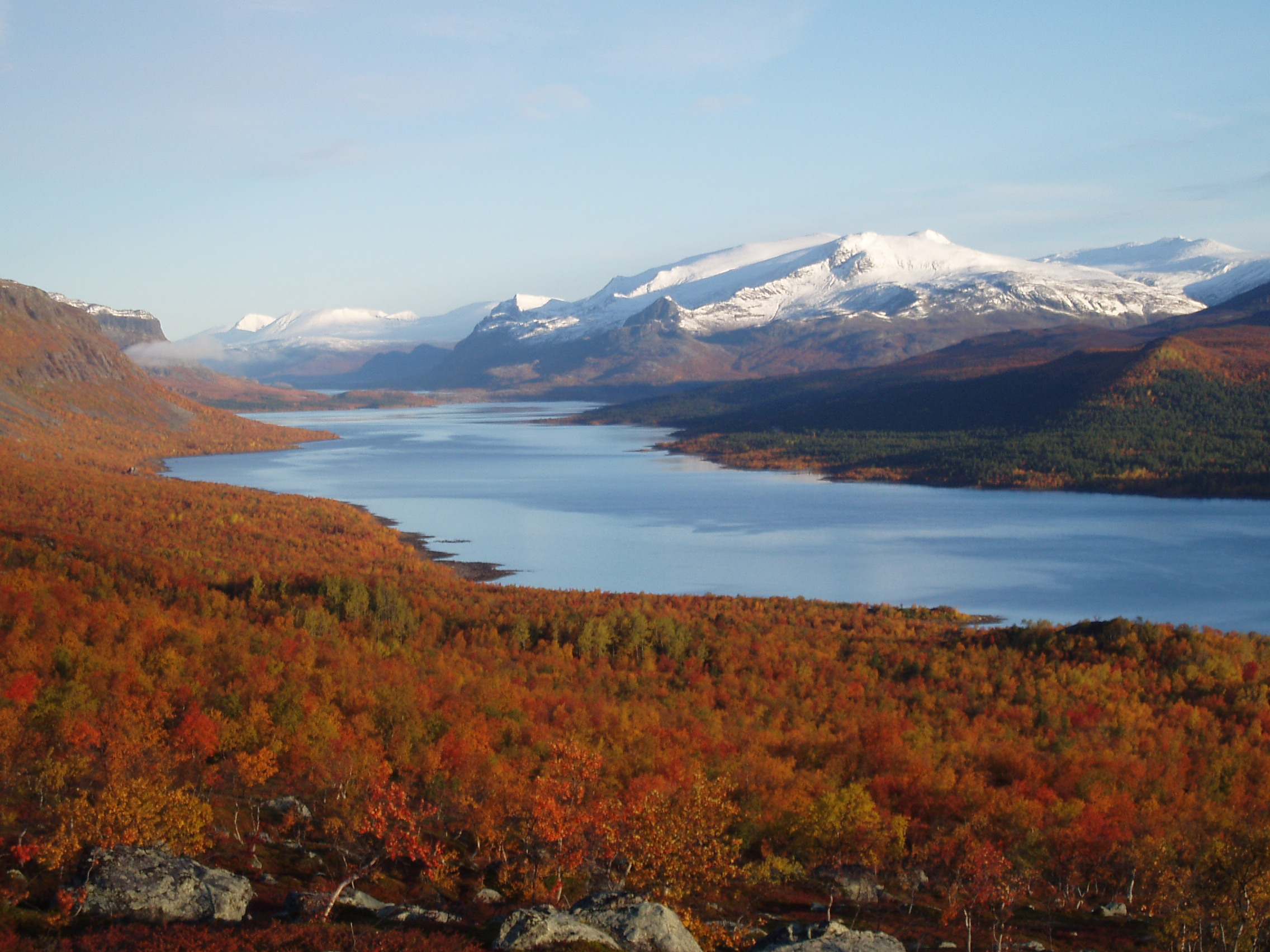
Lago Langas, visto desde Kungsleden.

Kungsleden recorre unos 450 km entre Abisko al norte y Hemavan al sur. El sendero se encuentra bien marcado y numerosas secciones están bien equipadas y mantenidas por el Consejo del Condado de Norrbotten (Länsstyrelsen i Norrbotten) con pasarelas con tablones de madera para zonas pantanosas o rocosas, sin embargo otras secciones lejos de los extremos del sendero están erosionadas y con rocas que afloran, lo cual dificulta un poco el recorrer ciertos trayectos del sendero. Hay puentes para cruzar aquellos ríos que no pueden ser vadeados y durante la temporada de verano los lagos y ríos se pueden cruzar o bien en botes a remo provistos por el Consejo del Condado de Norrbotten o STF o tomando un bote local pago. El sendero invernal en ciertos sectores se desvía pasando por sobre pantanos o lagos que no es posible atravesar en verano.
El sendero se encuentra organizado en cuatro segmentos, cada uno de los cuales representa aproximadamente una semana de caminata. El sector más popular es el norte entre Abisko y Kebnekaise. La temporada durante la cual los refugios se encuentran abiertos por lo general va desde mediados de junio hasta fines de septiembre, los botes a remo se encuentran disponibles desde fines de junio o comienzos de julio, pero el clima puede ser muy traicionero, incluyendo nevadas tardías o tempranas. La temporada invernal va desde mediados de febrero hasta fines de abril.

## Refugios
A lo largo del sendero se han construido numerosos refugios, separados por una distancia correspondiente a lo que un caminante puede recorrer en un día de marcha, entre 9 y 22 km. Los refugios son operados mayormente por STF. Mediante el pago de un pequeño canon se puede ubicar una carpa afuera y utilizar las comodidades. En algunos de ellos se pueden comprar vituallas (por ejemplo en Alesjaure y Kebnekaise Fjällstation). A lo largo de la ruta también hay algunos sitios donde cobijarse para casos de emergencia.
Los refugios sobre Kungsleden son (de norte a sur):
|  | - Abisko - Abiskojaure - Alesjaure | - Tjäktja - Sälka - Singi | - Kaitumjaure - Teusajaure - Vakkotavare | - Saltoluokta - Sitojaure - Aktse | - Pårte - Kvikkjokk - Ammarnäs | - Aigert - Serve - Tärnasjö | - Syter - Viterskalet - Hemavan |

No existen refugios entre Kvikkjokk y Ammarnäs que es un tramo de 130 km de largo del Kungsleden.

Vista panorámica desde el refugio Sälka en la senda Kungsleden.

## Puntos de interés

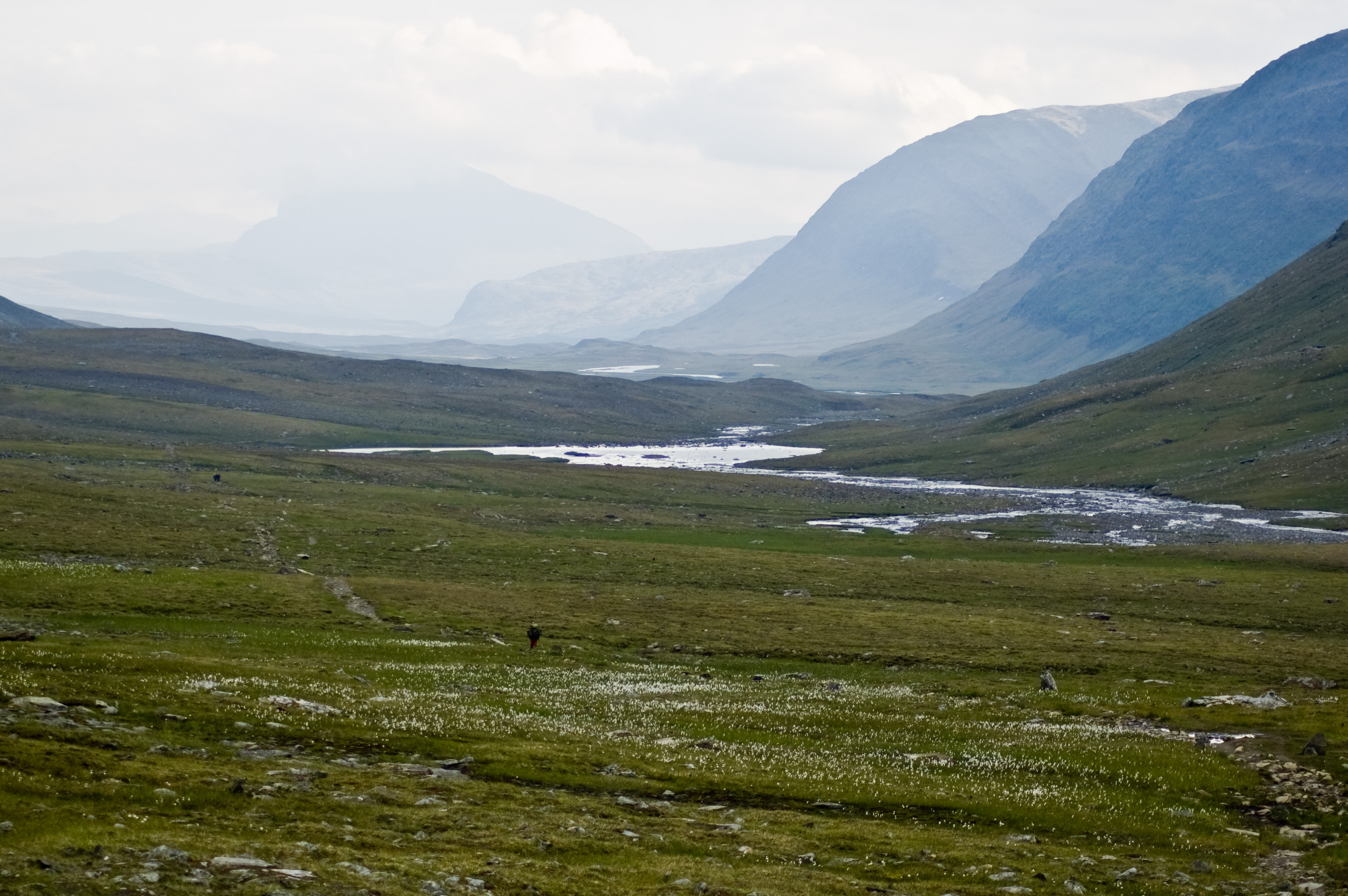
Vista del sendero desde su punto más elevado, el paso Tjäktja.

Para acceder a algunos de los siguientes puntos de interés a lo largo de su recorrido, a veces es preciso realizar un pequeño desvío:
- Abisko: Posada / refugio de montaña, gran variedad de flores durante el verano, gran sitio para esquí fuera de pista en invierno. Desde aquí, durante el invierno se puede ir hasta Nikkaluokta en excursiones en trineos tirados por perros.
- Kebnekaise: La montaña más alta de Suecia, 2111 m s. n. m., y el centro de alpinismo sueco, con el refugio de montaña Kebnekaise (Kebnekaise Fjällstation) en su base.
- Parque nacional Sarek: parte de la Laponia sueca. La ausencia de caminos y puentes hacen que este sea un terreno recomendado para caminantes experimentados.
- Kvikkjokk: Antigua villa agrícola de montaña y buena posada.
- Hemavan y Tärnaby: Villas con acceso a hermosas sendas para caminar durante el verano, y gran sitio para esquí fuera de pista en invierno. Lugar de nacimiento del destacado esquiador alpino Ingemar Stenmark.